# Parablennius tentacularis
Parablennius tentacularis är en fiskart som först beskrevs av Brünnich, 1768.  Parablennius tentacularis ingår i släktet Parablennius och familjen Blenniidae. Inga underarter finns listade i Catalogue of Life.